# Cannabis en Croatie
La consommation de cannabis en Croatie est dépénalisée pour les usages personnels et légalisée pour les usages thérapeutiques.

## Dépénalisation
Depuis 2013, il existe une distinction dans le code pénal croate entre les diverses substances illicites, qui sont dès-lors séparées entre les drogues dures et les drogues légères telles que le cannabis. Suivant la loi, la culture et la vente de cannabis sont considérées comme un crime punissable d'une détention moratoire, et au minimum de trois ans de prison. Depuis 2013, la possession de petites quantités de marijuana et d'autres drogues légères constituent un délit, pouvant mener de 663 jusqu'à 2 655 euros d'amende, qui dépend des cas.

## Légalisation
Le parti politique Bouclier humain milite pour la légalisation totale du cannabis en Croatie.

## Usage thérapeutique
Le 15 octobre 2015, le ministère de la Santé légalisa officiellement l'usage du cannabis à usage thérapeutique pour les patients atteints notamment de cancer, de scléroses et du sida.